# Provincia marítima de Barcelona
La provincia marítima de Barcelona es una de las treinta provincias marítimas en que se divide el litoral español. Su matrícula es BA y comprende el área desde el torrente Mas Don Pedro hasta el río Tordera
Se divide en tres distritos marítimos:
- Villanueva y Geltrú: desde latitud 41º 12’ N y longitud 1º 40’.6 E (torrente Mas Don Pedro) hasta latitud 41º 15’.9 N y longitud 1º 57’.7 E (torre Barona).
- Barcelona: desde latitud 41º 15’.9 N y longitud 1º 57’.7 E (Torre Barona) hasta latitud 41º 29’.9 N y longitud 2º 23’.4 E (punta de San Ginés).
- Arenys de Mar: desde latitud 41º 29’.9 N y longitud 2º 23’.4 E (punta de San Ginés) hasta latitud 41º 38’.9 N y longitud 2º 46’.5 E (río Tordera).